# جوامع الجامع
جوامع الجامع، از تفسیرهای شیعی قرآن است که اثر فضل بن حسن طبرسی (قرن ۶ قمری) می‌باشد. بخشی از این کتاب امروزه به عنوان یکی از ماده‌های درسی حوزه‌های علمیه شیعه در ایران تدریس می‌شود.

## نام کتاب
برخی نام کتاب را جوامع الجامع ذکر کرده‌اند، از جمله این افراد افندی در ریاض العلماء است. برخی دیگر چون مجلسی در بحار این تفسیر را با نام جامع الجوامع یاد کرده‌است.

## ویژگی‌ها
طبرسی به عنوان دانشمندی شیعی، با تألیف دو تفسیر کامل بر قرآن، تعمقش در این علم را نشان داده‌است. نگارش تفسیر جوامع الجامع  در اواخر عمر طبرسی گزارش شده‌است. او در این تفسیر به مباحث و اختلافات فقهی مذاهب اسلامی اشاره کرده و به بررسی و حل آنها به وسیله تفسیر قرآن پرداخته‌است. وی، در یازده موضع، نظر فقهی مذاهب اهل سنت را در کنار نظر شیعه بیان کرده‌است. این موارد عبارتند از:
- ۹ موضع نظر شافعی‌ها
- ۸ موضع نظر حنفی‌ها
- ۱ موضع نظر مالکی‌ها
- ۴ موضع مطلبی در ارتباط با پیشوایان دو مذهب حنفی و شافعی

بیان دقیق فتاوای فقهی مذاهب اهل سنت، همراه با آوردن نظر مشهور در مذهب شیعه، گویای این است که طبرسی فقیهی مسلط بر «علم الخلاف» بوده‌، هر چند نام وی بیشتر به عنوان مفسر قرآن کریم شهرت یافته‌است. برخی معتقدند طبرسی تفسیر دیگری نیز نوشته‌است که نامش وسیط می‌باشد.
بنابر آنچه محققان مؤسسه نشر اسلامی تحت نظر جامعه مدرسین قم در مقدمه این کتاب نوشته‌اند، شهرت این تفسیر از تفسیر مجمع البیان کمتر نیست. همچنین آمده‌است که طبرسی از کتاب کشاف زمخشری هر آنچه را پر فایده و سودمند تشخیص داده‌، در کتاب جوامع الجامع منعکس کرده‌است.
چند امتیاز و ویژگی این کتاب که سبب شده به عنوان کتاب درسی در مدارس علوم دینی انتخاب گردد، عبارت است از:
- اختصار و مجیز گویی کتاب و پرهیز از طولانی کردن مباحث
- کوچک و کم حجم بودن کتاب جهت حمل و راحتی حفظ
- جمع شدن قواعد نحوی و لغوی و اعراب و بیان نظم و سبب نزول آیات در کنار هم
- جمع‌آوری آراء صحابه و تابعین و اهل بیت
- جمع‌آوری محل‌های اختلاف شیعه و سایر مذاهب اسلامی[۶]